# Bandera de Azawad
La bandera de Azawad, un estado no reconocido que declaró su independencia de Malí el 6 de abril de 2012 se compone de 3 franjas horizontales de color verde, rojo y negro, con un triángulo amarillo en su asta. Es la misma bandera que la del Movimiento Nacional para la Liberación del Azawad.
El diseño está basado en la bandera de Palestina con colores panafricanos.

## Historia
Durante las anteriores rebeliones tuareg se propusieron dos banderas distintas para Azawad. Una de ellas fue horizontal bicolor azul y blanco con un triángulo rojo en la grúa, y la otra fue una bandera blanca llana con una creciente y estrella azules.

Bandera propuesta atribuida a un "Frente de Liberación Tuareg" no especificado que opera en el norte de Malí.
Bandera propuesta
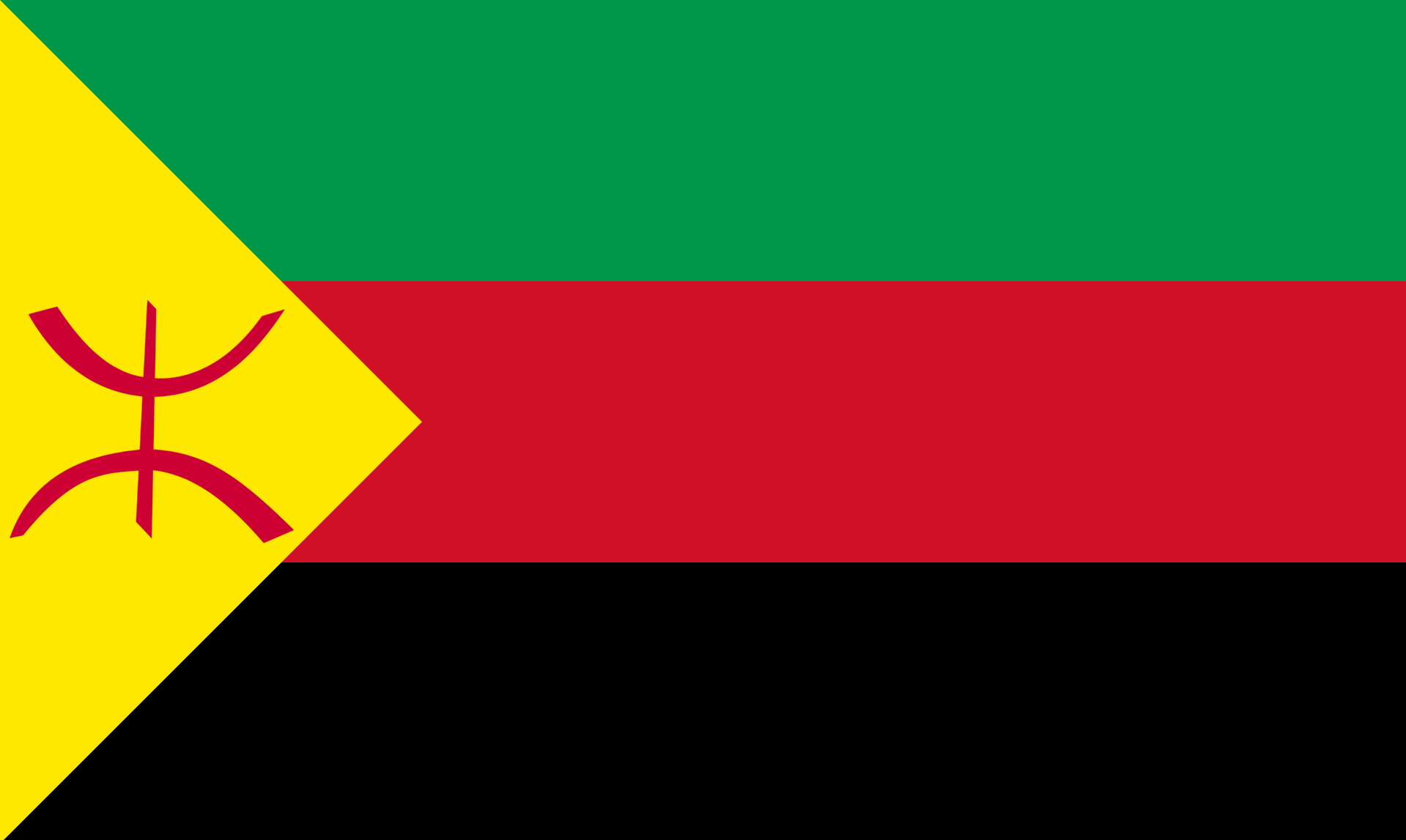
Bandera propuesta para Azawad con el símbolo Amazigh